# Dongola cổ đại
Dongola cổ đại (tiếng Nubia cổ: ⲧⲩⲛⲅⲩⲗ, Tungul; tiếng Ả Rập: دنقلا العجوز, Dunqulā al-Ajūz) là một thị trấn hoang vắng ở miền Bắc ngày nay là Sudan, nằm ở bờ phía đông của sông Nin đối diện với Wadi Howar. Nó từng là một thành phố quan trọng của Nubia vào thời Trung Cổ và là điểm khởi hành của các đoàn lữ hành đi về phía tây đến Darfur và Kordofan. Trong các thế kỷ thứ tư đến thế kỷ thứ mười bốn, nó còn là thủ đô của nhà nước Makuria. Một nhóm các nhà khảo cổ học Ba Lan đã khai quật thị trấn này từ năm 1964.
Trung tâm đô thị của thị trấn đã được di chuyển xuôi dòng 80 km (50 dặm) về bên bờ đối diện của sông Nin vào thế kỷ XIX và sau này trở thành Dongola hiện đại.

## Hình ảnh
- Nhà thờ của các cột đá granite
- Bản đồ dự đoán của Dongola cổ đại vào thời trung cổ
- Phục dựng của nhà thờ Cruciform
- Nghĩa trang Hồi giáo với qubbas